# Енді Дік
Енді Дік (англ. Andy Dick, нар. 21 грудня 1965) — американський актор, режисер, продюсер, сценарист, композитор.

## Біографія
Енді Дік народився 1965 року у Чарльстоні (Південна Кароліна). У достатньо ранньому віці Енді зрозумів, що найкращий спосіб бути популярним і мати багато друзів — це постійно жартувати та створювати різні кумедні ситуації. При цьому хлопчик відчував себе абсолютно вільно, не боячись здатися дурним, зовсім не відчував ніякої незручності та незабаром дійсно став надзвичайно популярний у однолітків. Тому, коли прийшов час вибирати професію, не лише сам Енді Дік, а й усі, хто його знав, не сумнівалися ні хвилини: він повинен, просто зобов'язаний стати коміком! Він навчався в Illinois Wesleyan University й у Columbia College у Чикаго. Старт Діка на телебаченні припав на самий початок дев'яностих — тоді він з'явився у шоу «The Ben Stiller». Початок був достатньо вдалим, веселий, живий та неймовірно енергійний комік припав дуже до душі глядачам, що допомогло йому залишатися на телеекранах довго та впевнено — одне лише шоу «News Radio» транслювалося з 1995 по 1999 рік.

## Фільмографія
Енді Дік з'явився також у таких фільмах, як «Армійські пригоди» (1994), «Кабельник» (1996), «Найкращі люди» (1997), «Інспектор Геджет» (1999), «Дорожні пригоди» (2000), «Побачення Моєї Мрії» (2006), «Блондинка з амбіціями» (2007) та багатьох інших. У загальній складності, він з'явився більш, ніж у 70 фільмах та серіалах. 2001 року, перебуваючи на піку популярності, Енді Дік запускає власний проект — ток-шоу «The Andy Dick Show», яке йшло у прокаті три сезони. У період з 2002-о по 2006 рік він — постійний учасник ситкому «Less Than Perfect». Поведінка Енді Діка перед камерою вже давно визначилася — він куражиться і смішить всіх направо і наліво, а глядачі охоче прощають своєму улюбленцю грубуваті та часом двозначні жарти. І не лише глядачі — на одному з шоу Енді помацав гостю програми — Памелу Андерсон — за груди. Вражаюче, але Памелу це, здавалося, зовсім не збентежило.

## Цікаві факти
У січні 2009 року, на одному шоу Енді Дік відкрив свій великий секрет: він заявив про свою бісексуальність. І, хоча це давно було відомо публіці за чутками, йому у черговий раз вдалося епатувати глядачів.
«Я пробував все», — сказав він, — «Я насправді пробував все, ну, виключаючи хіба що тварин. У кімнаті може знаходитися лише одна тварина, і це я. Я бісексуал. У моєї любові немає статі».
У біографії Енді Діка є і такий факт, як арешт за підозрою у зберіганні наркотиків та організації сексуальних оргій. Йому також висували звинувачення у адміністративні правопорушення: зберігання марихуани, сильних медикаментів без спеціального рецепта, порушення громадського порядку та перебування в стані сп'яніння в громадському місці.
Останнім часом Енді Дік живе у Лос-Анджелесі. Він розлучений, його син проживає з матір'ю. З чуток, Енді Дік є батьком ще двох позашлюбних дітей.